# Falsterbo-Foteviken
Falsterbo-Foteviken este o arie protejată (arie de protecție specială avifaunistică — SPA) din Suedia întinsă pe o suprafață de 44.031,7 ha, integral pe uscat.

## Localizare
Centrul sitului Falsterbo-Foteviken este situat la coordonatele 55°23′28″N 12°48′35″E / 55.3912°N 12.8096°E.

## Înființare
Situl Falsterbo-Foteviken a fost declarat arie de protecție specială avifaunistică în martie 1996 pentru a proteja 34 de specii de animale.

## Biodiversitate
Situată în ecoregiunile continentală și marină baltică, aria protejată nu include niciun habitat protejat.
La baza desemnării sitului se află mai multe specii protejate de  păsări (34): uliu porumbar (Accipiter gentilis), uliu păsărar (Accipiter nisus), ciuf de câmp (Asio flammeus), Branta leucopsis, șorecarul comun (Buteo buteo), șorecar încălțat (Buteo lagopus), Calidris alpina schinzii, fugaci mic (Calidris minuta), prundăraș de sărătură (Charadrius alexandrinus), erete de stuf (Circus aeruginosus), erete vânăt (Circus cyaneus), porumbel de scorbură (Columba oenas), Cygnus columbianus bewickii, lebădă de iarnă (Cygnus cygnus), șoim de iarnă (Falco columbarius), șoimul rândunelelor (Falco subbuteo), cufundar polar (Gavia arctica), sfrâncioc roșiatic (Lanius collurio), sitar de mal nordic (Limosa lapponica), ciocârlie de pădure (Lullula arborea), gaia neagră (Milvus migrans), gaia roșie (Milvus milvus), vultur pescar (Pandion haliaetus), viespar (Pernis apivorus), Phalacrocorax carbo sinensis, bătăuș (Philomachus pugnax), ploier auriu (Pluvialis apricaria), ciocântors (Recurvirostra avosetta), chiră mică (Sterna albifrons), pescăriță mare (Sterna caspia), chiră de baltă (Sterna hirundo), Sterna paradisaea, chiră de mare (Sterna sandvicensis), fluierar de mlaștină (Tringa glareola).